# Hồ Bled
Hồ Bled (tiếng Slovene: Blejsko jezero; tiếng Đức: Bleder See, Veldeser See) là một hồ nước nằm trong dãy Julian Alps ở khu vực Thượng Carniola, tiếp giáp với thị trấn Bled, tây bắc Slovenia. Nó nằm cách Sân bay quốc tế Ljubljana Jože Pučnik khoảng 35 km (22 mi), và cách thủ đô Ljubljana 55 km (34 mi). Đây là địa điểm du lịch hấp dẫn với khung cảnh đẹp như tranh vẽ.

## Lịch sử và địa lý
Hồ hình thành do tác động của kiến tạo địa chất lẫn sông băng. Nó dài 2.120 m (6.960 ft), rộng 1.380 m (4.530 ft) và sâu nhất tại 29,5 m (97 ft). Trong hồ có một đảo nhỏ cùng tên. Hồ nước nằm trong một khu vực có cảnh quan đẹp như tranh vẽ, được bao bọc bởi núi và rừng. Phía bắc của hồ là lâu đài Bled thời Trung cổ. Phía tây là Thung lũng Zaka, nơi được biết đến với những giá trị khảo cổ quan trọng.
Hồ Bled từng là nơi diễn ra Giải vô địch Rowing thế giới vào các năm 1966, 1979, 1989 và 2011.

## Đảo Bled

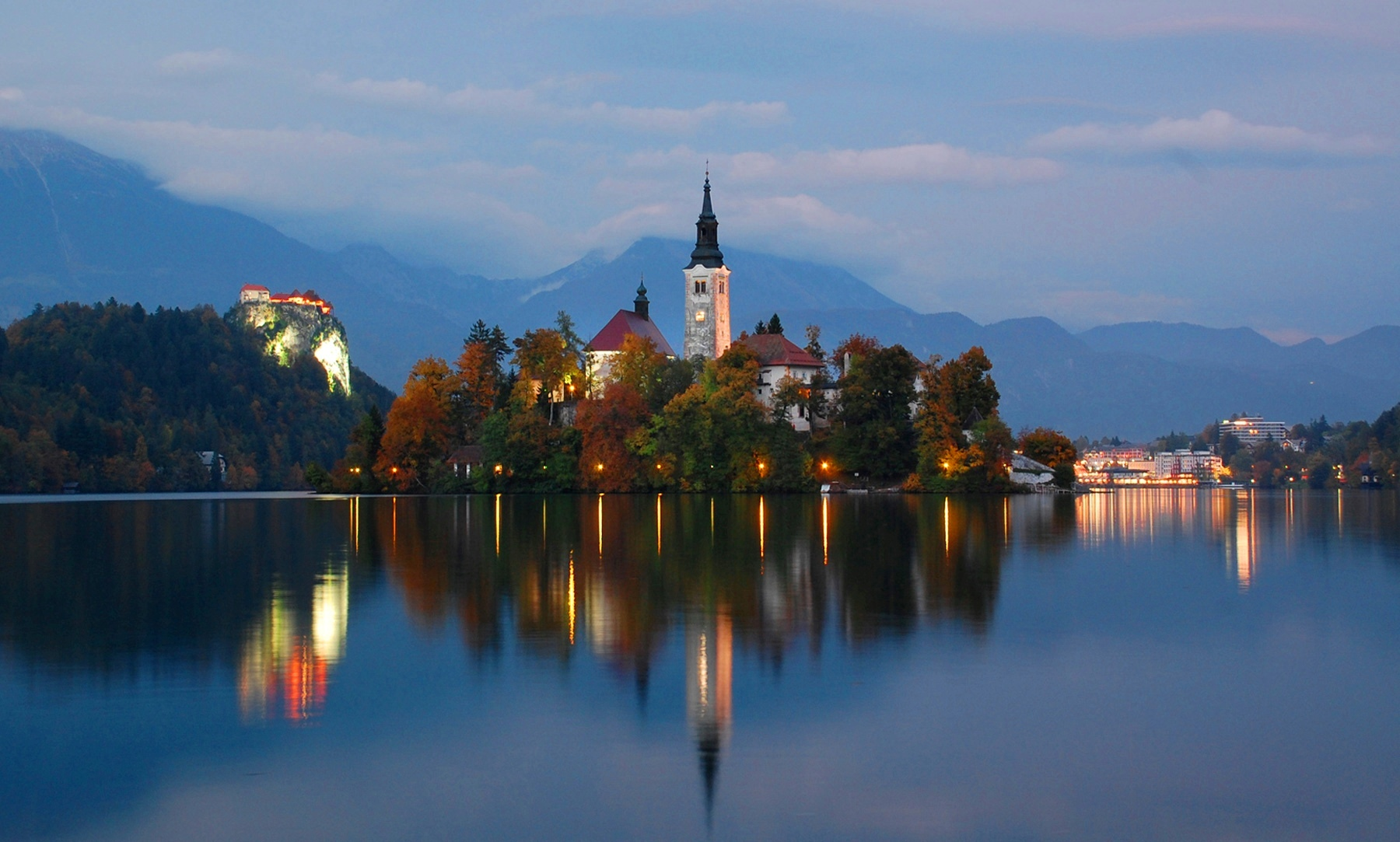
Hồ và đảo Bled lúc chạng vạng.

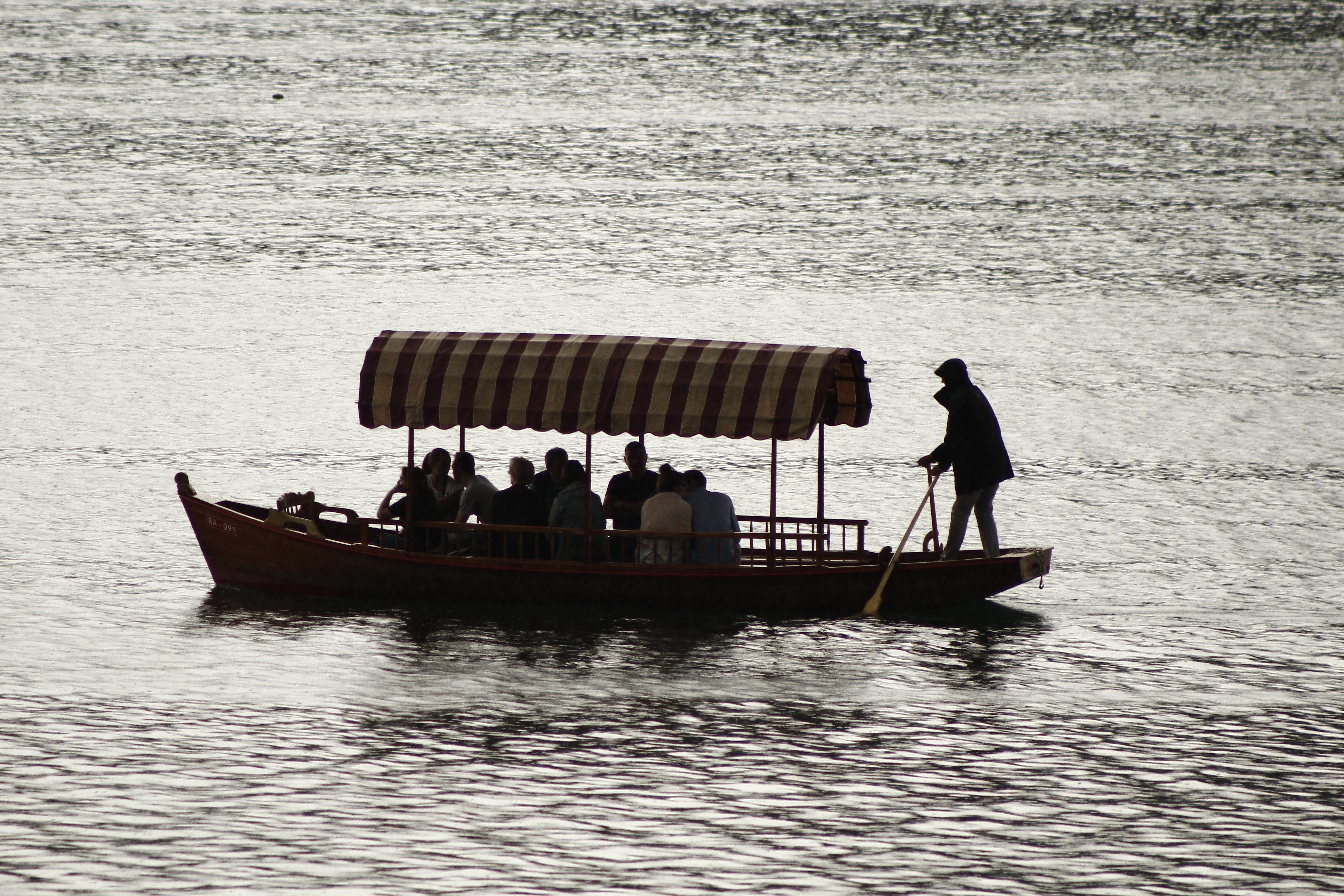
Chèo thuyền trên hồ Bled

Bled là một hòn đảo nhỏ nằm giữa hồ. Trên đảo có nhiều tòa nhà nhưng đáng chú ý hơn cả là một nhà thờ hành hương dành riêng cho Lễ Đức Mẹ Lên Trời. Nhà thờ được xây dựng vào thế kỷ 17 mang phong cách kiến trúc Gothic và được sửa lại theo phong cách kiến trúc tiền Baroque vào năm 1685. Nó được trang trí bởi những bức bích họa mang phong cách kiến trúc Gothic và đồ trang trí mang phong cách Baroque. Nhà thờ có một tháp cao 52 mét và một cầu thang mang kiến trúc Baroque từ năm 1655 với 99 bậc đá dẫn lên trên tòa nhà. Nhà thờ là nơi thường xuyên được ghé thăm bởi khách du lịch và đặc biệt khi nó là nơi được các đôi chọn để tổ chức đám cưới. Tại nhà thờ có chiếc chuông ước được đặt tại đây vào thế kỷ 18 và tương truyền rằng điều ước sẽ thành sự thật nếu bạn rung được nó lên.

## Hình ảnh

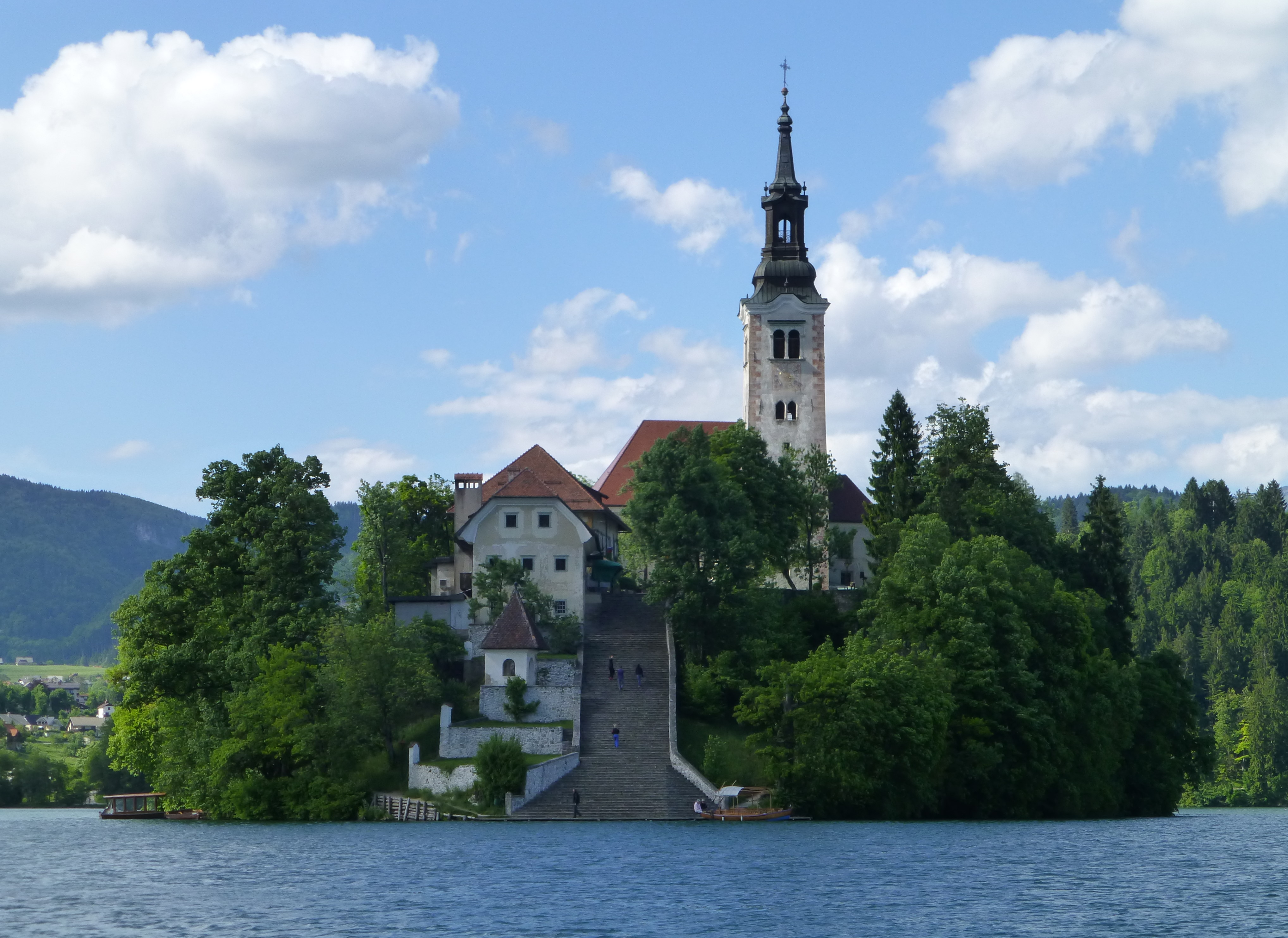
Đảo Bled
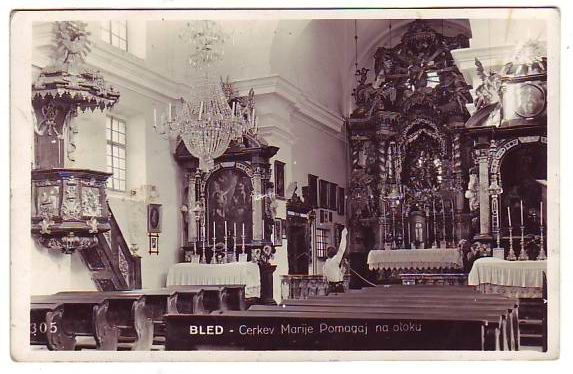
Bên trong nhà thờ trên đảo.
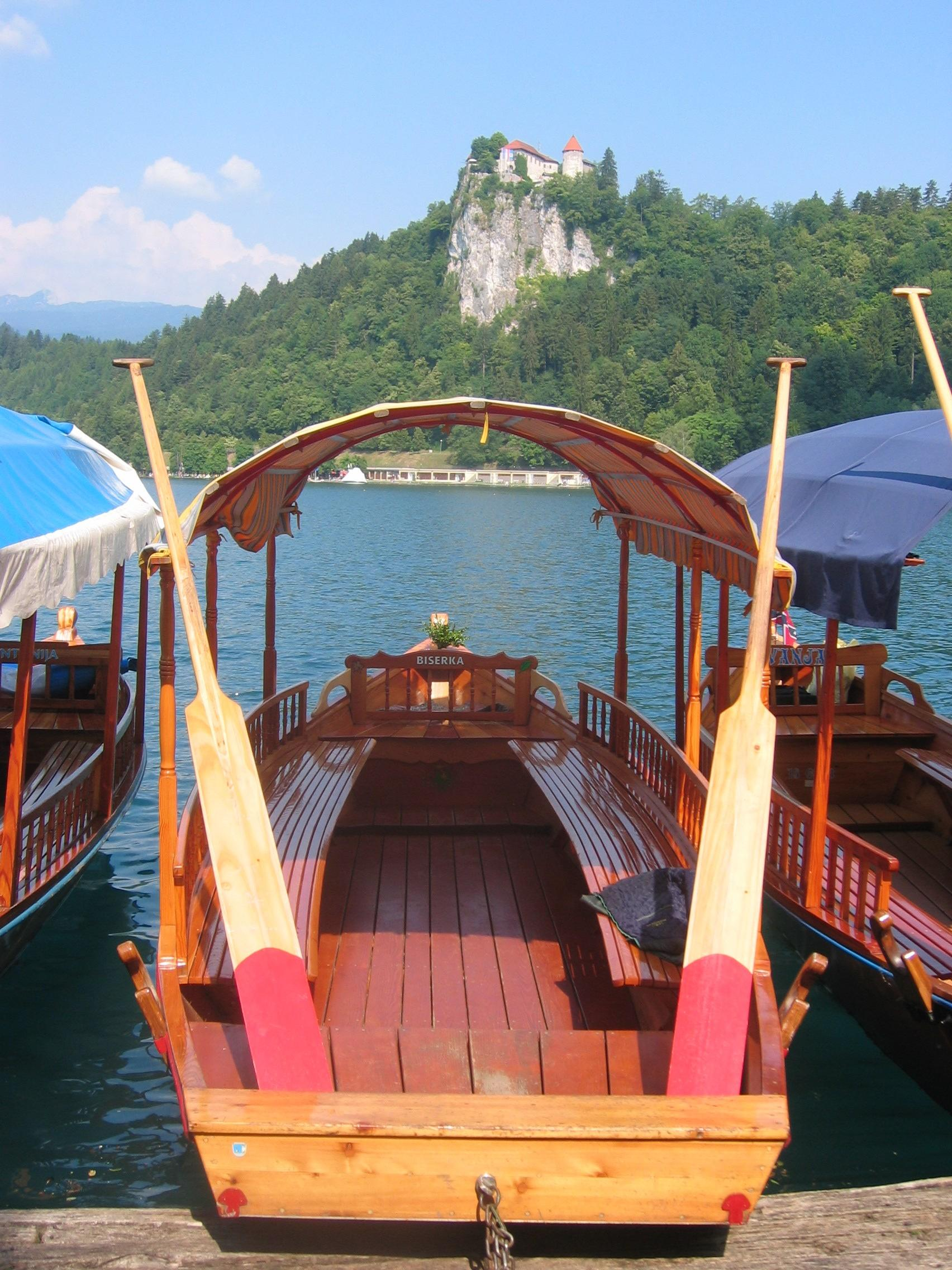
Pletna là tên của loại thuyền truyền thống
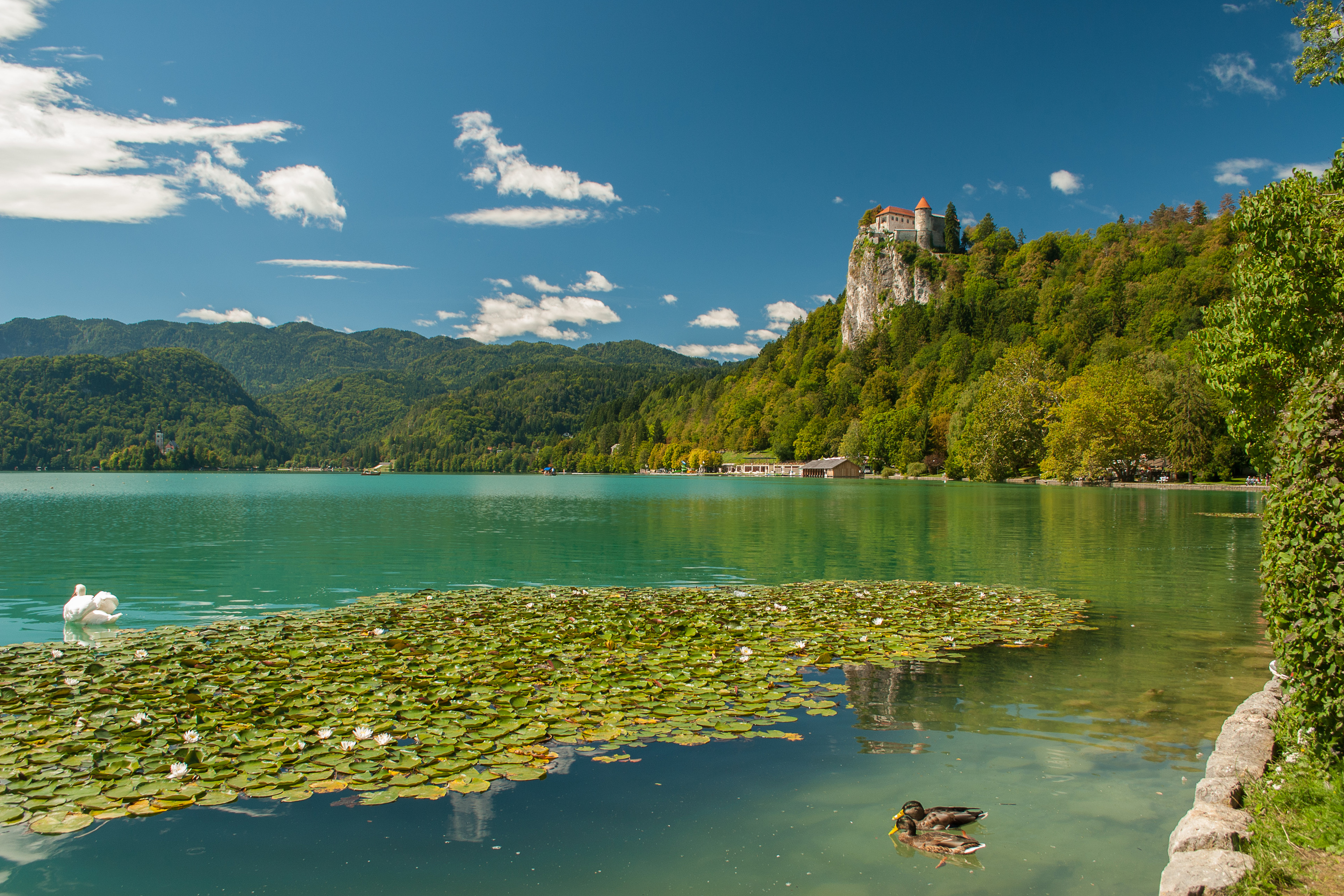
Hồ cùng với Lâu đài Bled phía xa.
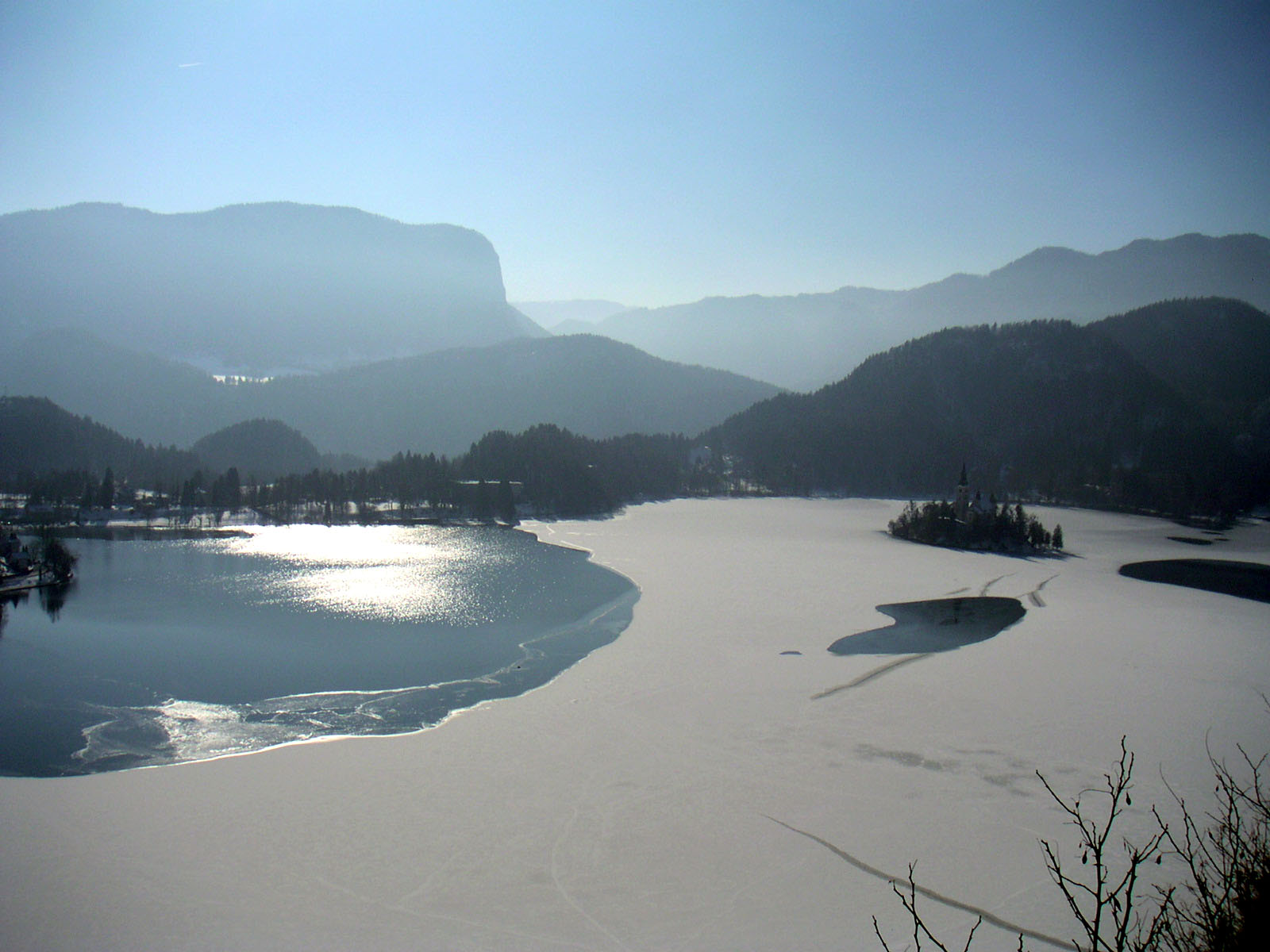
Một nửa hồ bị đóng băng.
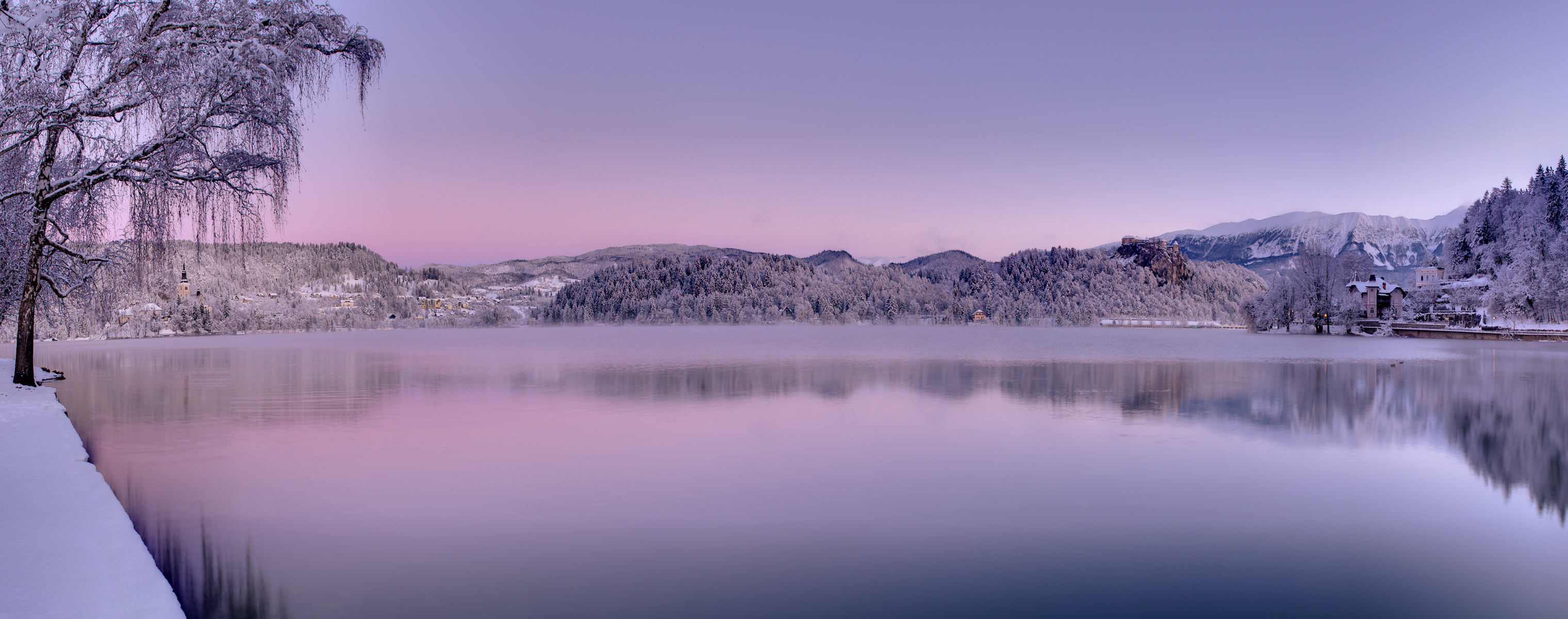
Mùa đông trên hồ Bled.
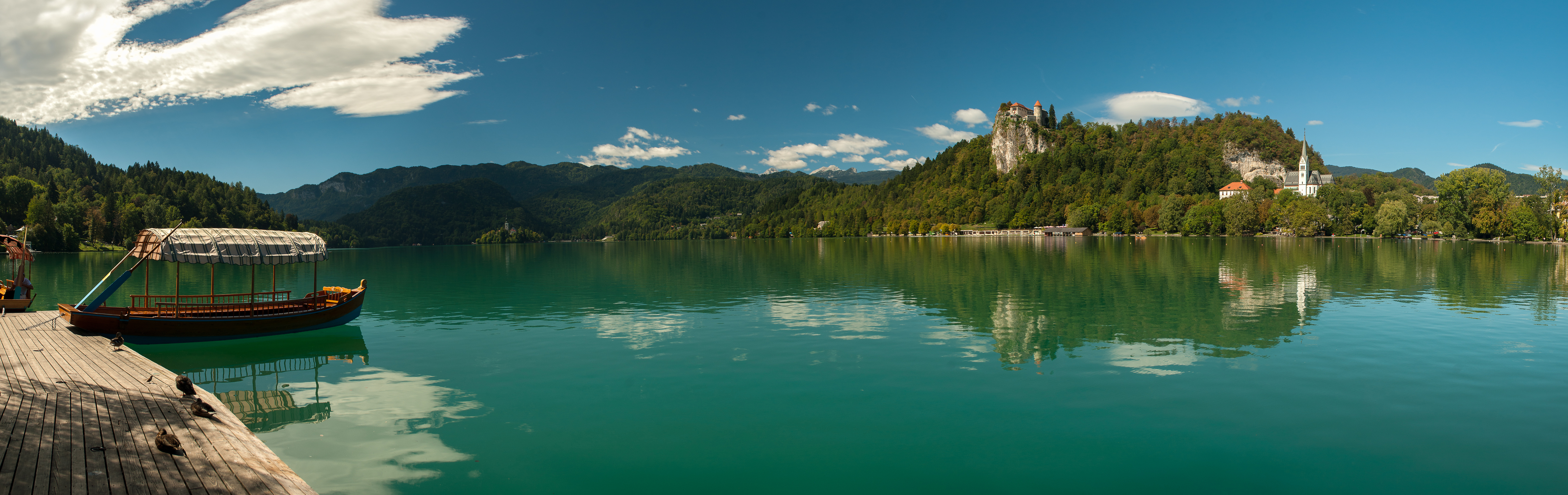
Toàn cảnh hồ vào mùa hè.
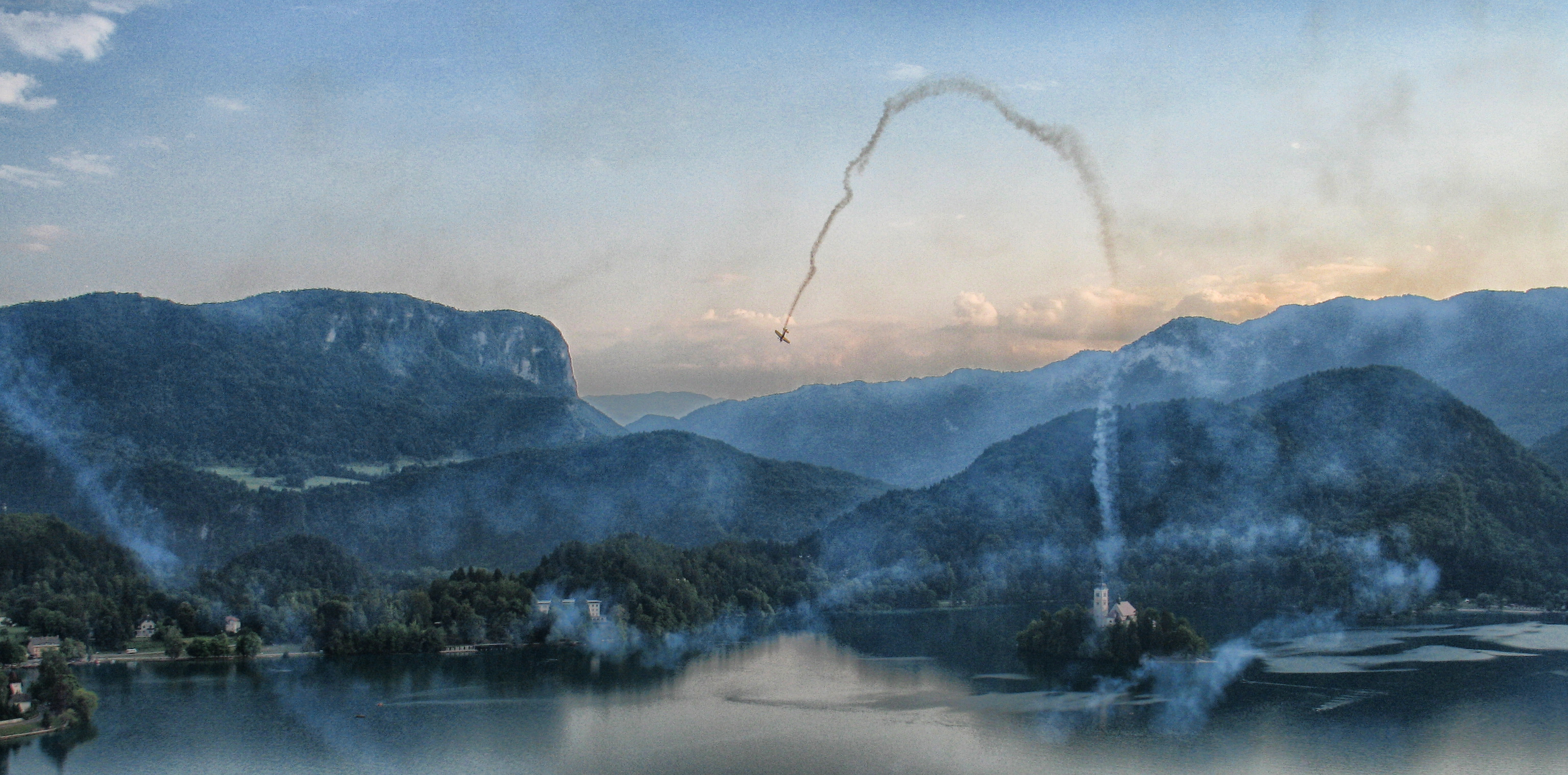
Cảnh máy bay nhào lộn trên hồ năm 2013